# Dorsale sud-est indienne

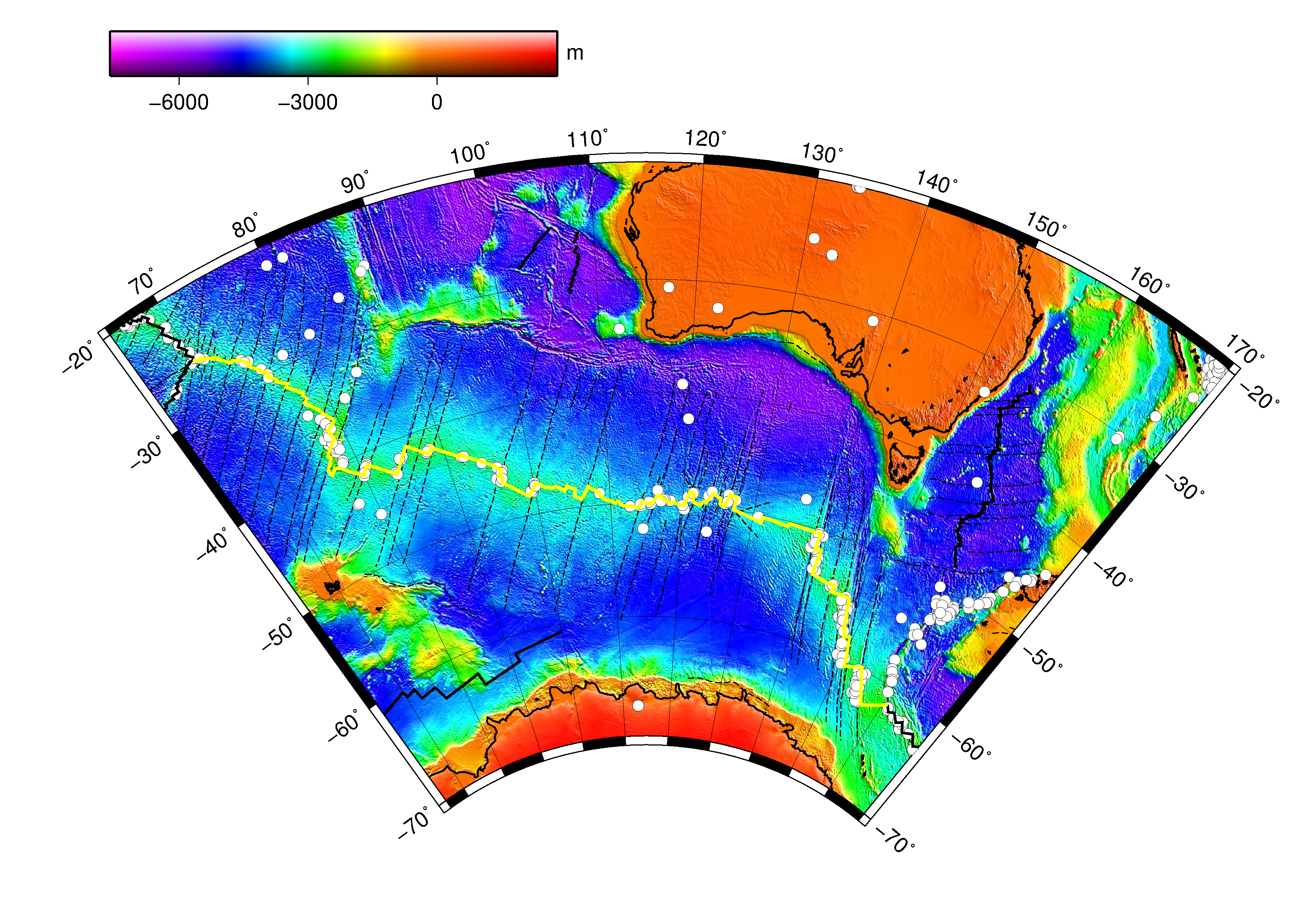
Dorsale sud-est indienne (en jaune).

La dorsale sud-est indienne, ou ride sud-est indienne, est une dorsale du sud de l'océan Indien. 
Elle sépare la plaque australienne, au nord, et la plaque antarctique, au sud. Elle se situe au sud du bassin central indien, une dépression océanique de l'océan Indien constituée d'une plaine abyssale. 